# Oberamt Schwabach
Das Oberamt Schwabach war eines von den 15 Verwaltungsgebieten des Fürstentums Ansbach.

## Geschichte
Schwabach war ursprünglich ein Königshof. Zwischen 1153 und 1167 kam Schwabach ans Kloster Ebrach. 1299 gelangte es an Graf Emicho von Nassau. 1364 verkaufte Graf Johann von Nassau Schwabach an die Burggrafschaft Nürnberg. Seitdem war es ein burggräfliches Amt. In der Folge war es ein Amtssitz der Markgrafschaft Ansbach.
Im 18. Jahrhundert untergliederte sich das Oberamt Schwabach in Kastenamt Schwabach, Stadtrichteramt Schwabach, Richteramt Kornburg, Richteramt Schwand und Richteramt Wendelstein.
Zuletzt erstreckte sich die Landesherrschaft (Hochgericht, Niedergericht außerhalb des Etters, Kirchenhoheit, Steuerhoheit u. a.) des Oberamtes Schwabach mit den inkorporierten Richterämtern auf ein Gebiet, das ungefähr den heutigen politischen Gemeinden Büchenbach, Kammerstein, Nürnberg (südlicher Teil), Rednitzhembach, Rohr, Schwabach, Schwanstetten und Wendelstein entsprach.
In diesem Gebiet, in dem das Oberamt Schwabach das Hochgericht ausübte, befanden sich folgende Orte: Albersreuth, Barthelmesaurach (zum Teil), Bertelsdorf (z. T.), Breitenlohe, Büchenbach, Christenmühle, Dechendorf, Dietersdorf, Forsthof, Gauchsdorf, Gaulnhofen, Göckenhof, Götzenreuth, Günzersreuth, Gustenfelden, Haag, Hebresmühle, Hengdorf, Holzheim, Igelsdorf, Kammerstein, Katzwang, Kottensdorf, Krottenbach (z. T.), Kühedorf, Leuzdorf, Limbach, Mildach (z. T.), Nasbach, Nemsdorf, Neppersreuth, Neumühle, Oberbaimbach, Obermainbach, Oberreichenbach, Oberwolkersdorf, Ottersdorf, Penzendorf, Plöckendorf, Poppenreuth, Prünst, Putzenreuth, Raubershof, Regelsbach (z. T.), Rennmühle, Rößleinsmühle, Rohr (z. T.), Rohrersmühle, Rothaurach (z. T.), Rudelsdorf (z. T.), Schattenhof, Schopfhof, Schwabach, Tennenlohe, Uigenau, Ungerthal, Unterbaimbach, Untermainbach, Unterreichenbach, Unterwolkersdorf, Volkersgau, Waasenmeister, Waikersreuth, Walpersdorf, Weihersmühle, Weiler (z. T.), Wildenbergen und Ziegelstadel.
In den allermeisten Orten nördlich von Schwabach wurde die Dorf- und Gemeindeherrschaft von Fremdherren übernommen.
In folgenden Orten erstreckte sich die Landesherrschaft nur über das Hochgericht, was jedoch
- von der Reichsstadt Nürnberg bestritten wurde: Dutzendteich, Eibach, Gerasmühle, Gibitzenhof, Gleißhammer, Hinterhof, Hummelstein, Koppenhof, Laufamholz, Lichtenhof, Lohhof, Maiach, Malmsbach, Mögeldorf, Mühlhof, Oberbürg, Reichelsdorf, Röthenbach bei Schweinau, Sandreuth, Schweinau (z. T.), Steinbühl, Unterbürg, Zerzabelshof;
- vom Oberamt Cadolzburg bestritten wurde: Oberdeutenbach, Unterdeutenbach;
- von der Reichsstadt Nürnberg und vom Oberamt Cadolzburg bestritten wurde: Sankt Leonhard.[6]

In folgenden Orten erstreckte sich das Landesherrschaft nur über die Dorf- und Gemeindeherrschaft: Kitschendorf und Untersteinbach ob Gmünd.
Ab 1791/92 wurde das Fürstentum Ansbach von dem preußischen Staat als Ansbach-Bayreuth verwaltet. Damit ging das Oberamt Schwabach mit seinen inkorporierten Richterämtern im Schwabacher Kreis auf.

## Kastenamt Schwabach
Das Kastenamt Schwabach hatte die Dorf- und Gemeindeherrschaft über folgende Orte inne:
Albersreuth, Barthelmesaurach, Breitenlohe, Büchenbach, Dechendorf (strittig), Dietersdorf, Gauchsdorf, Gaulnhofen, Götzenreuth, Günzersreuth, Haag, Igelsdorf, Kammerstein, Kitschendorf, Kottensdorf, Krottenbach (z. T.), Kühedorf, Leuzdorf, Mildach, Neppersreuth, Obermainbach, Oberreichenbach, Ottersdorf, Penzendorf, Plöckendorf, Poppenreuth, Prünst, Putzenreuth, Rohr, Rothaurach, Rudelsdorf, Tennenlohe, Uigenau, Untermainbach, Unterreichenbach, Untersteinbach ob Gmünd, Waikersreuth, Walpersdorf und Wildenbergen.
Das Kastenamt Schwabach hatte in folgenden Orten Grundherrschaften (in Klammern ist die Zahl der Anwesen und die Gesamtzahl des Ortes angegeben):
- Unmittelbar: Abenberg (1/169), Albersreuth (6/6), Aurau (2/14), Barthelmesaurach (14/25), Breitenlohe (2/15), Büchenbach (11/37), Dechendorf (3/11), Dietersdorf (7/16), Eibach (2/32), Forsthof (3/3), Gauchsdorf (10/10), Gaulnhofen (2/8), Günzersreuth (8/10), Haag (7/13), Haubenhof (2/2), Hebresmühle (1/1), Igelsdorf (6/7), Kammerstein (23/24), Kitschendorf (1/6), Koppenhof (1/2), Kottensdorf (12/24), Krottenbach (6/14), Kühedorf (11/11), Leitelshof (1/12), Leuzdorf (4/14), Mildach (4/8), Müncherlbach (4/19), Nemsdorf (1⁄2/10), Neppersreuth (5/5), Nerreth (1/6), Oberdeutenbach (1/6), Obermainbach (1/9), Oberreichenbach (4/9), Ottersdorf (5/9), Penzendorf (15(17), Plöckendorf (8/10), Poppenreuth (3/6), Prünst (13/16), Putzenreuth (3/5), Reichelsdorf (21/25), Rittersbach (15), Rohr (11/52), Rothaurach (11/23), Rudelsdorf (3/14), Schattenhof (2/2), Tennenlohe (9/10), Uigenau (2/8), Unterdeutenbach (1/8), Untermainbach (5/12), Unterreichenbach (23/27), Untersteinbach ob Gmünd (15/16), Waikersreuth (4/5), Walpersdorf (4/8), Weihersmühle (1/1), Weiler (1/6) und Wildenbergen (2/7).
- Mittelbar: Frauentraut’sche Stiftung Schwabach: Putzenreuth (1/5), Schwabach (2/484), Uigenau (2/8); Kirche Barthelmesaurach: Günzersreuth (1/10); Kirche Rohr: Rohr (5/52); Kirche Schwand: Walpersdorf (1/8); Spital Schwabach: Barthelmesaurach (2/25), Bechhofen (1/11), Breitenlohe (2/15), Büchenbach (1/37), Furth (1/10), Günzersreuth (1/10), Leuzdorf (3/14), Oberbaimbach (2/9), Oberbüchlein (1/6), Oberreichenbach (1/9), Obersteinbach ob Gmünd (3/24), Ottersdorf (2/9), Penzendorf (1/17), Pflugsmühle (1/1), Rohr (10/52), Rohrersmühle (1/1), Rudelsdorf (1/14), Schaftnach (1/13), Schopfhof (2/2), Tennenlohe (1/10), Uigenau (2/8), Ungerthal (2/2), Unterbaimbach (2/2), Untereschenbach (1/21), Untermainbach (4/12), Volkersgau (1/13), Wassermungenau (1/49) und Wildenbergen (1/7); Stadtrichteramt Schwabach: Barthelmesaurach (2/25), Dietersdorf (1/16), Haag (1/13), Oberbaimbach (1/9), Obersteinbach ob Gmünd (1/24), Rennmühle (1/1), Rößleinsmühle (1/1), Schwabach (479/484) und Ziegelstadel (1/1).[6]

## Richteramt Kornburg
Das Richteramt Kornburg wird 1360 erstmals erwähnt. Es übte zuletzt das Hochgericht über folgende Orte aus:
Allerheiligen, Gaulnhofen, Greuth, Herpersdorf, Hohlstein, Kleinschwarzenlohe, Königshammer, Kornburg, Neuses (z. T.), Oberlangenlohe, Papiermühle, Pillenreuth, Röthenbach bei St. Wolfgang (z. T.), Unterlangenlohe, Weiherhaus, Wendelstein am Berg, Wendelstein Steinbrüche und Worzeldorf.
Das Richteramt Kornburg hatte nur über Kornburg die Dorf- und Gemeindeherrschaft inne.
Es hatte in folgenden Orten Grundherrschaften (in Klammern ist die Zahl der Anwesen und die Gesamtzahl des Ortes angegeben):
- Unmittelbar: Königshammer (2/2), Kornburg (51/76) und Oberlangenlohe (1/1).[8]

## Richteramt Schwand
Das Richteramt Schwand wird 1363 erstmals erwähnt. Es übte zuletzt das Hochgericht über folgende Orte aus:
Dürrenhembach, Erichmühle, Furth, Großschwarzenlohe, Hagershof, Harm, Leerstetten, Meckenlohe (z. T.), Mittelhembach, Neuses (z. T.), Oberfichtenmühle, Pruppach, Raubersried, Rednitzhembach, Schaftnach, Schwand, Sorg, Sperberslohe und Unterfichtenmühle.
Das Richteramt Schwand hatte die Dorf- und Gemeindeherrschaft über folgende Orte inne:
Dürrenhembach, Furth, Harm, Leerstetten, Meckenlohe, Mittelhembach, Rednitzhembach, Schwand und Sperberslohe.
Es hatte in folgenden Orten Grundherrschaften (in Klammern ist die Zahl der Anwesen und die Gesamtzahl des Ortes angegeben):
- Unmittelbar: Dürrenhembach (4/4), Furth (4/10), Harm (3/7), Leerstetten (15/29), Meckenlohe (7/15), Mittelhembach (5/5), Oberfichtenmühle (2/2), Rednitzhembach (27/31), Schaftnach (1/13), Schwand (54/54), Sperberslohe (10/10) und Unterfichtenmühle (1/1);.
- Mittelbar: Kirche Leerstetten: Furth (1), Leerstetten (1); Kirche Pfaffenhofen: Pruppach (1⁄2/7); Pfarrei Schwand: Pruppach (1⁄2/7).[10]

## Richteramt Wendelstein
Das Richteramt Wendelstein wird 1360 erstmals erwähnt. Es übte das Hochgericht über Wendelstein und Hammerschmiede aus.
Das Richteramt Wendelstein hatte die Dorf- und Gemeindeherrschaft über folgende Orte inne:
Nerreth, Raubersried und Wendelstein (z. T.).
Es hatte in folgenden Orten Grundherrschaften (in Klammern ist die Zahl der Anwesen und die Gesamtzahl des Ortes angegeben):
- Unmittelbar: Raubersried (5/21), Wendelstein (5/111).
- Mittelbar: Gemeinde Wendelstein: Wendelstein (14/111); Kirchenstiftung Wendelstein: Wendelstein (3/111); Pfarrei Wendelstein Wendelstein (14/111).[10]